# H・J・R・マレー
ハロルド・ジェームズ・ルースベン・マレー（Harold James Ruthven Murray、1868年6月24日 - 1955年5月16日）は、イングランドの教育者、学校監査官、著名なチェス史家である。著書『チェスの歴史』は、最も権威のある、最も包括的なチェスの歴史として広く評価されている。

## 幼少期と教育
11人兄弟の長男であるマレーは、ロンドン、ペッカム地区にあるペッカム・ライ（Peckam Rye）近くで生まれた。父はオックスフォード英語辞典（OED）の初代編纂者であるジェームズ・マレー。ミル・ヒルにある学校へ通い、空き時間には父のOED初版の仕事を手伝った。ハロルドが卒業し、大学のために家を出る準備をしている時期までに、彼はOEDに掲載される2万7千を超える引用文に貢献していた。
ベリオール・カレッジに進み、1890年に数学科を優等（first class）で卒業した。クイーンズ・カレッジ（トーントン）のアシスタント・マスターとなり、そこでチェスを覚えた。その後、カーライル・グラマースクールのアシスタント・マスターとなり、1896年にランカシャー地方のオームズカーク・グラマースクールの校長となった。1897年1月4日、Kate Maitland Crosthwaiteと結婚した。1901年、学校監査官に任命され、1928年には教育評議会の委員となった。
マレーは左利きの擁護者であり、右利きに合わせようとする学校の企てから子供達を守った.。

## 『チェスの歴史』
1897年、マレーはフォン・デア・ラーザ男爵（ヨーロッパのチェスの歴史に関する著書を完成させたばかりだった）からチェスのさらに古い時代について研究するよう勧められた。マレーは世界最大のチェス図書館（オハイオ州クリーブランドのジョン・G・ホワイトのもの）を利用し、またイングランドのJ・W・リミントン・ウィルソンの蔵書も使用した。ホワイトの蔵書にはいくつかのアラビア語手稿が含まれていたため、マレーはアラビア語を学び、多くの歴史的なチェス文書を調べた。研究には13年を要した。マレーはチェスの歴史のさまざまな面に関する記事を『ブリティッシュ・チェス・マガジン』と『Deutsches Wochenschach』に寄稿した。1913年、マレーは最も重要な著作『チェスの歴史』を出版し、チェスがインドに起源を持つという説を提唱した。この説は今日でも最も広く受け入れられている説である。
1952年、マレーは『チェス以外の盤上遊戯の歴史（A History of Board Games other than Chess）』を出版した。『チェスの歴史』はこの主題に関する標準参考文献として認められたものの、その学術的アプローチと900頁に及ぶ長大さから、ほとんどのチェスプレイヤーには縁遠いものであった。マレーはより親しみやすい文体による短いチェスの歴史に関する本を書き始めた。この本はマレーの死去までに完成しなかった。その後、B. Goulding Brownとハリー・ゴロンベックが完成させ、1963年に『チェスの略史（A Short History of Chess）』として出版された。
マレーは、教育者・伝記作家のK. M. Elisabeth Murrayと考古学者ケネス・マレーの父である。

## 著作

### 書籍
- A History of Chess (London: Oxford University Press, 1913)
  - A History of Chess (Northampton, MA: Benjamin Press, 1985) ISBN 0-936317-01-9
  - A History of Chess (New York: Skyhorse Publishing, 2012, paperback reprint of the 1913 edition) ISBN 978-1-62087-062-4
- A History of Board Games other than Chess (1952) ISBN 9780198274018
- A Short History of Chess (1963, 死後) OCLC 906120511

### 未出版
- The Dilaram Arrangement
- The Dilaram position in European Chess
- A History of Draughts
- A History of Heyshott
- The Early History of the Knight's Tour[4]
- The Knight's Problem[4]
- The Classification of Knight's Tours

未出版の著作の大半はオックスフォード大学のボドリアン図書館に所蔵されている。